# آرثر جيفري ووكر
آرثر جيفري ووكر (بالإنجليزية: Arthur Geoffrey Walker)‏ (و. 1909 – 2001 م) هو رياضياتي، وفيزيائي، وأستاذ جامعي من المملكة المتحدة. ولد في واتفورد .
وكان عضواً في الجمعية الملكية (منذ 17 مارس 1955)، وجمعية الرياضيات في لندن .

## التعليم
تعلم في كلية باليول بجامعة اوكسفورد (منذ 1931)، وجامعة إدنبرة، وMerton College

## أعمال بارزة
من أهم أعماله:
- إحداثيات روبرتسون-ووكر
- Fermi–Walker transport.

## جوائز
حصل على جوائز منها:
- جائزة بيرويك (1947)
- زميل في الجمعية الملكية.